# Quercus palustris
Quercus palustris (roble palustre americano o roble de los pantanos) es un roble dentro de las numerosas especies del género Quercus, Sección Lobatae (sinónimo: subgen.  Erythrobalanus),   perteneciente a la familia de las fagáceas.

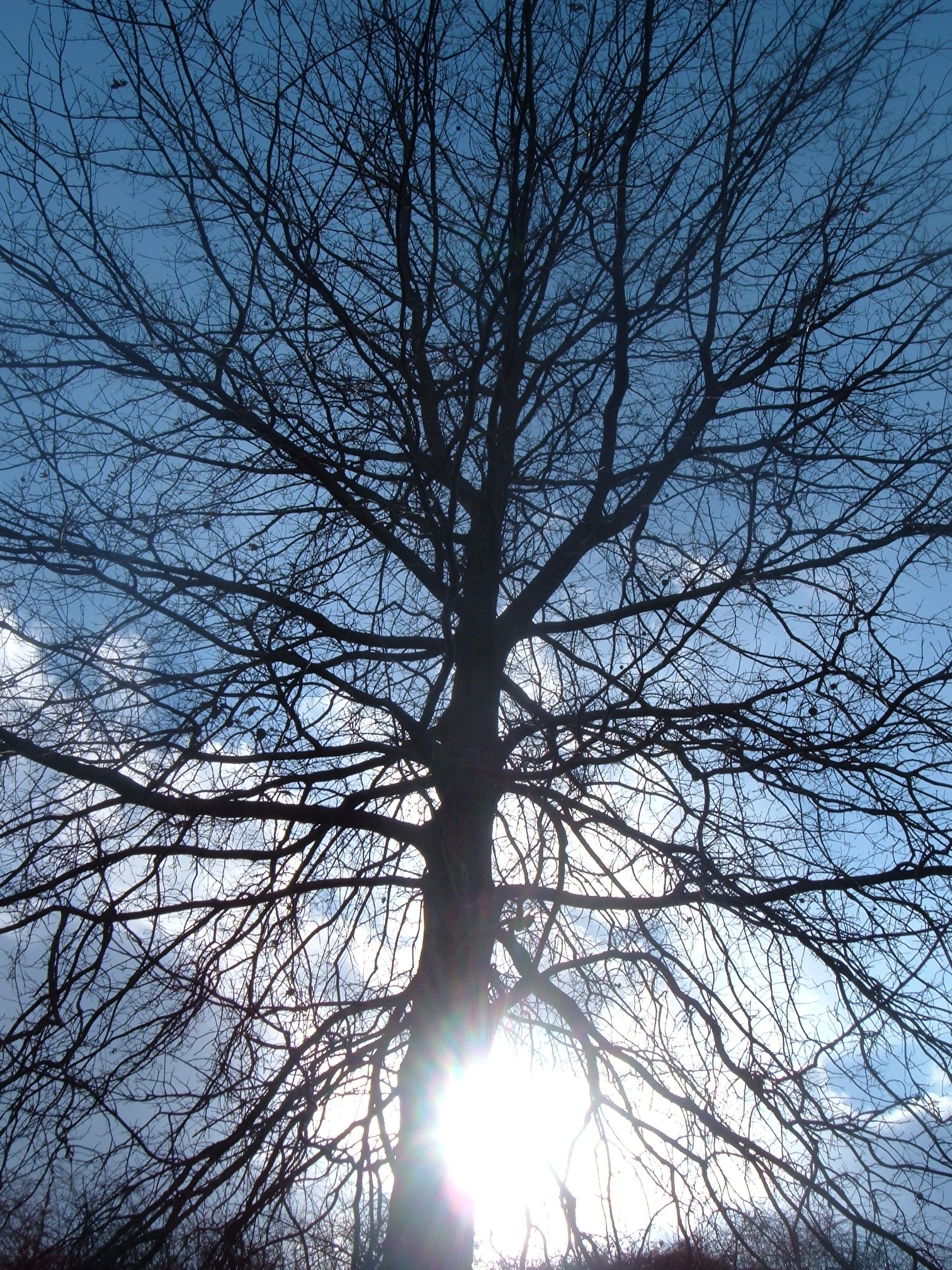
Forma del Q. palustris: ramas ascendentes superiores, y ramas inferiores descendentes.

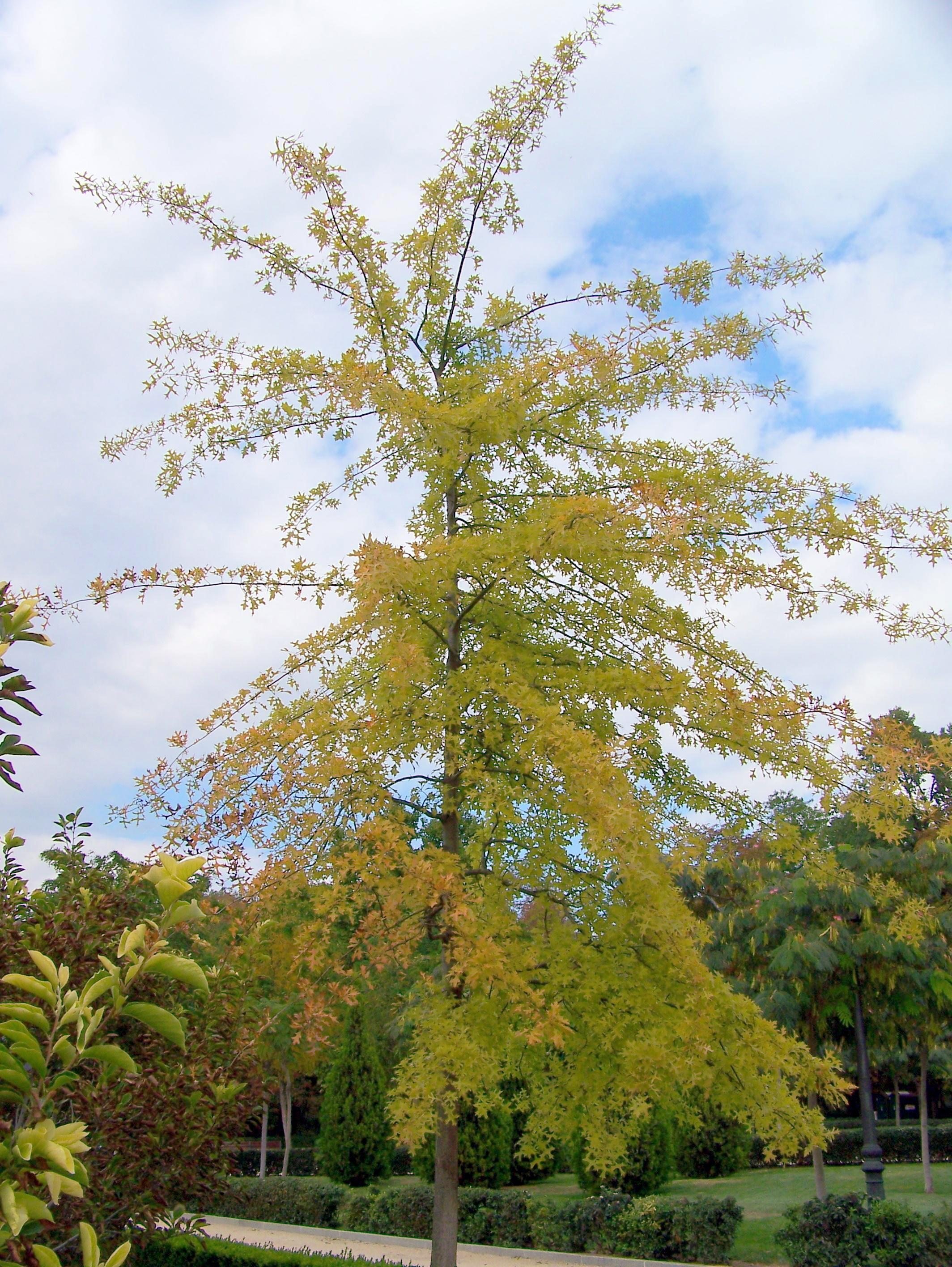
Vista general.

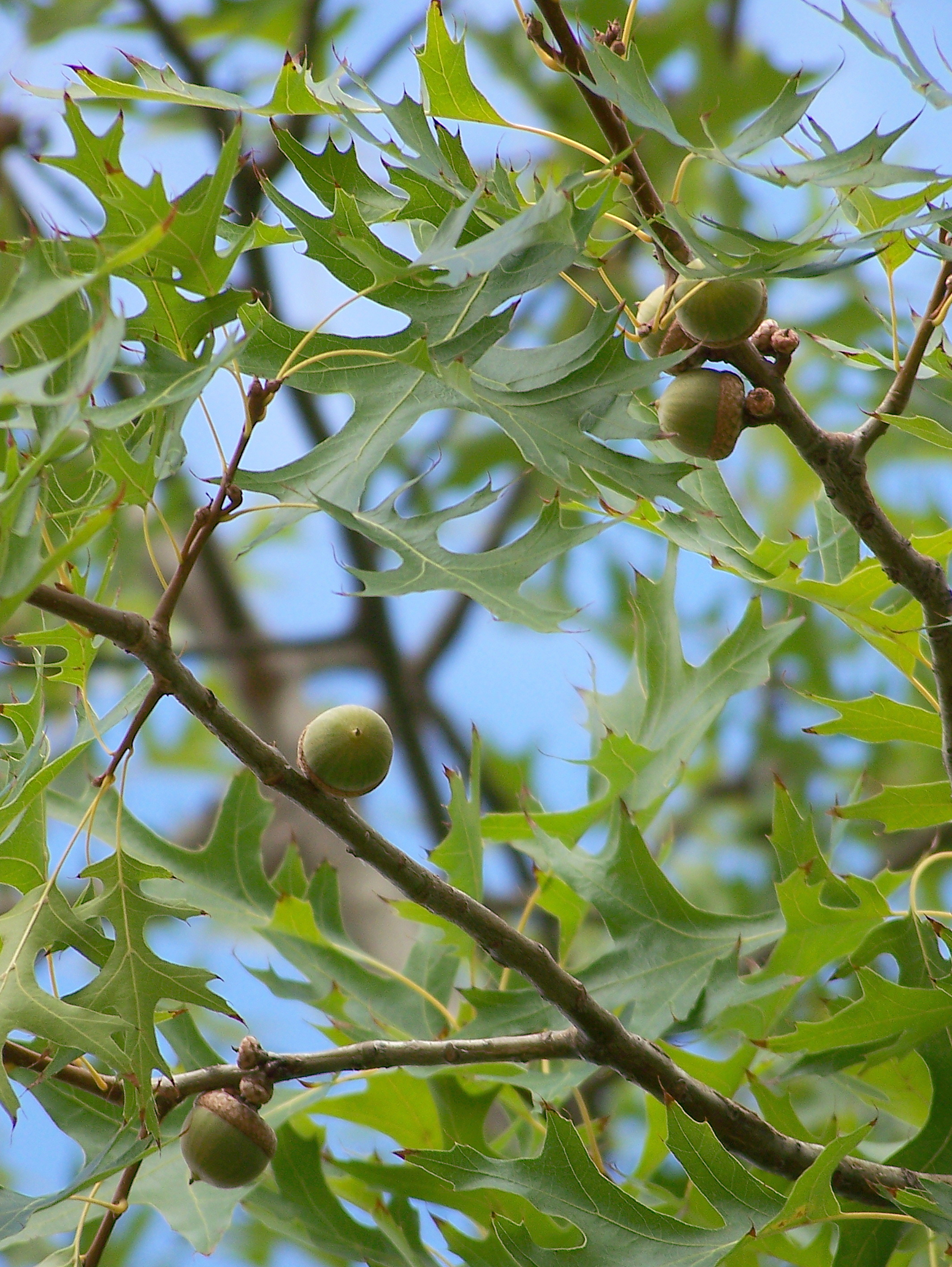
Bellotas in situ.

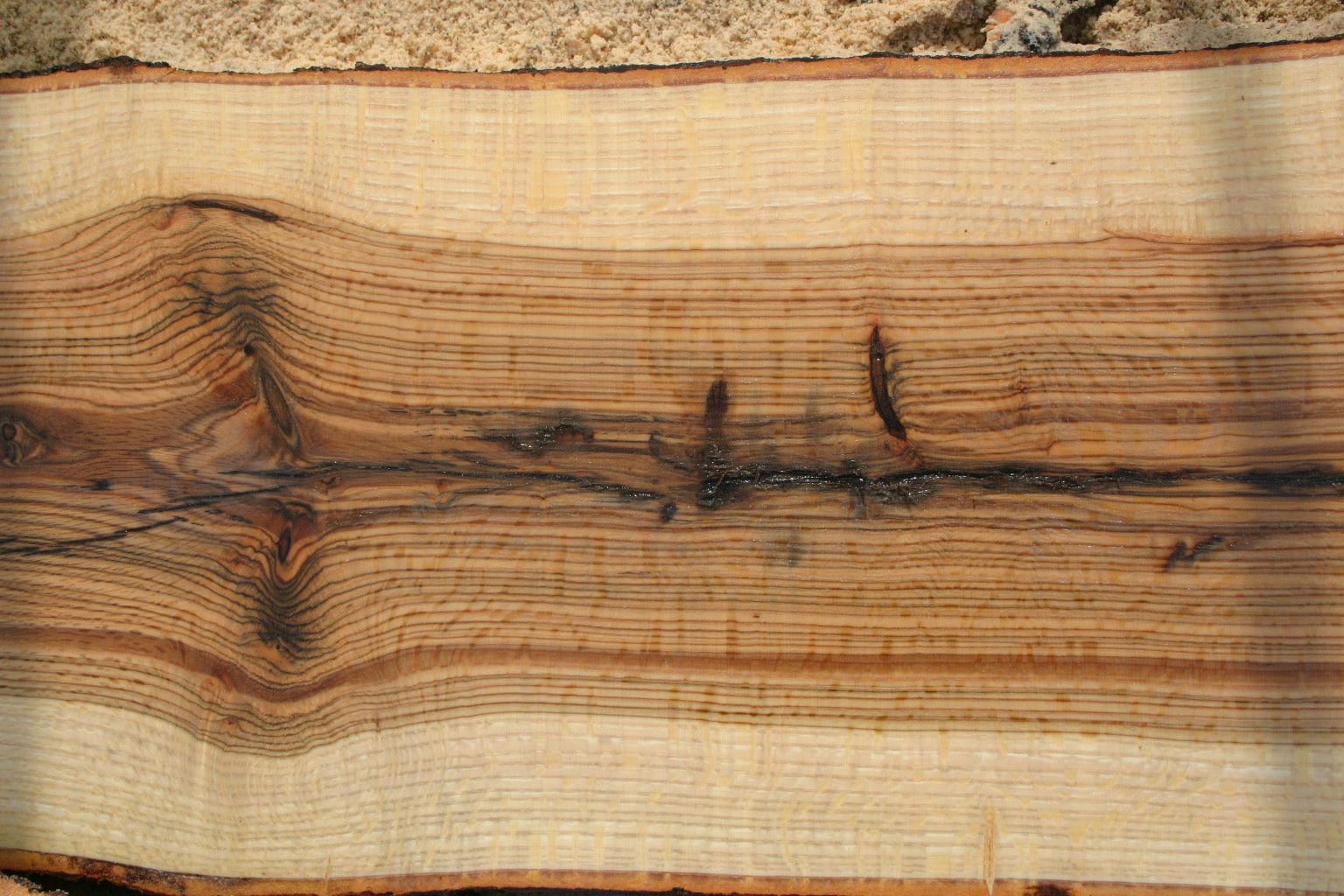
Sección a través del tronco, mostrando nudos.

## Distribución
Es nativo del este de Norteamérica, del oeste de  Connecticut al este de Kansas,  sur de Georgia,  este de Oklahoma; también es endémico del extremo sur de Ontario, Canadá. El roble palustre se ha adaptado bien al medio ambiente de Australia (donde fue introducido) y está completamente diseminado en el Continente australiano especialmente en los estados más frescos del sur como Victoria y Nueva Gales del Sur. Se ha adaptado también al clima de Argentina principalmente en la región del Río de la Plata.

## Descripción
Es un árbol mediano caduco que crece  hasta 25-30 m de altura y con un tronco que llega a 1 m de diámetro.  La copa es cónica ancha cuando joven, con numerosas y pequeñas ramas radiales del centro. Cuando viejo, algunas ramas superiores se hacen muy grandes y la central se pierde, mientras las de más abajo gradualmente decaen. Es característica de la especie la particular organización de las ramas: las inferiores apuntan hacia abajo, las medianas se quedan horizontales y la superiores son casi verticales.
Hojas de 5-16 cm de longitud, y 5-12 cm de ancho, lobuladas, con cinco a siete lóbulos, con profundas sinuosidades entre los lóbulos. Cada lóbulo tiene 5-7 pequeñas púas. La hoja es mayormente glabra, excepto por un muy característico penacho naranja pardo claro en el envés, donde cada vena del lóbulo se une a la vena central. Las bellotas, de cúpula (calibio) discoidal, plana y escamosa, son sub-esféricas, de 10-16 mm de longitud y 9-15 mm de ancho,  verdes y al madurar pasan a pardo pálido, después de 18 meses de la polinización; la piel es muy amarga. 

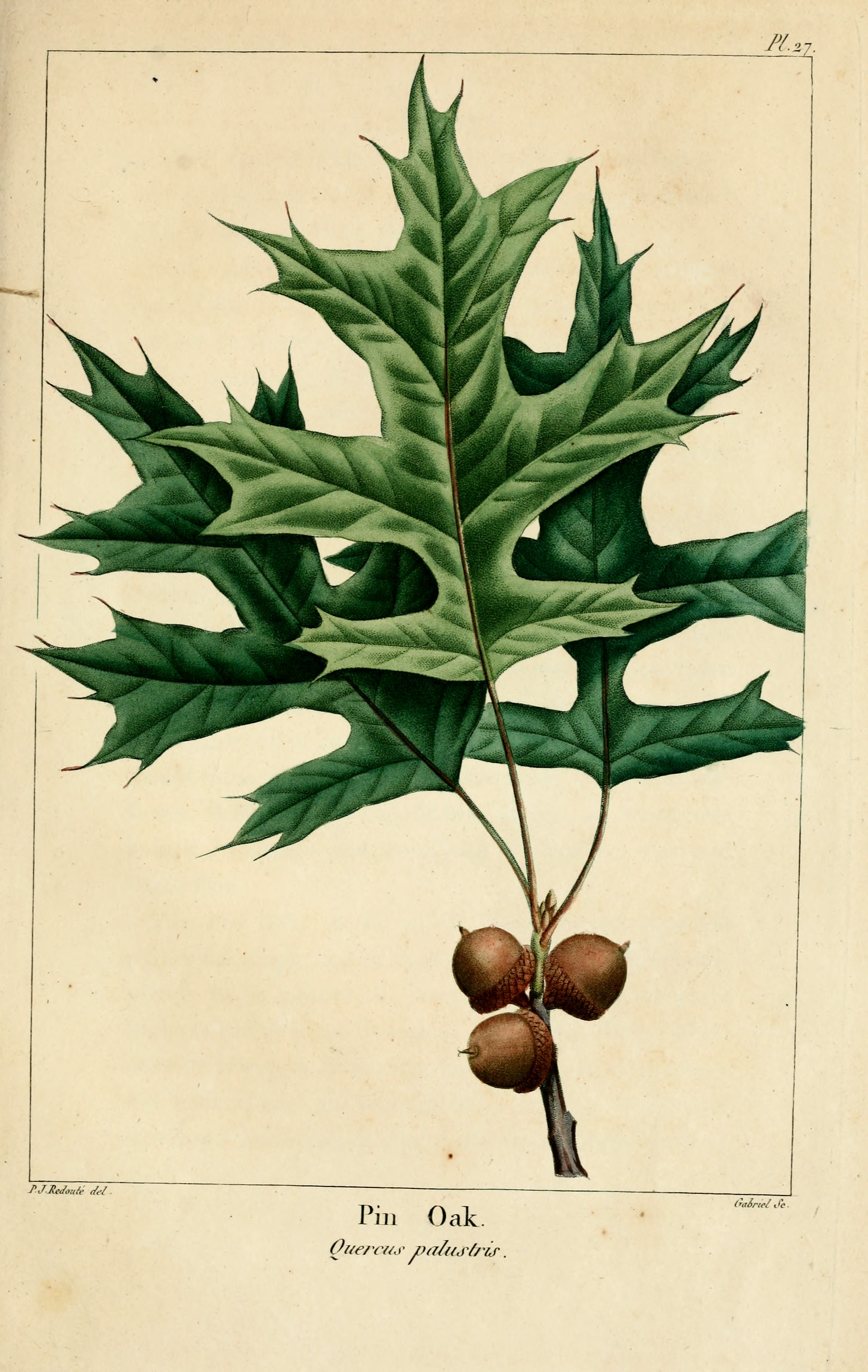
Ilustración en François André Michaux, The North American sylva, or A description of the forest trees of the United States, Canada and Nova Scotia ..., 1819

No es un árbol muy longevo, no más de  90 a 120 años. Es naturalmente un árbol de pantanos, y desarrolla una raíz difusa, superficial y fibrosa, a diferencia de otros robles, que tienen una muy fuerte y profunda. Se confinea a suelo ácido, y no tolera suelo calcáreo, crece a baja altitud, no más de 350 m s. n. m.
Un rasgo de la especie (compartido por otras pocas especies de roble, y también algunas Fagus y Carpinus) es la retención de hojas en invierno por las plantas jóvenes, por debajo de los 6 metros de altura,  mientras los ejemplares adultos las pierden. Como en muchas otras especies de robles, sus hojas muertas permanecen en el árbol por muchos años.

## Usos
La corteza fue usada por algunas naciones americanas para hacer una bebida para tratar dolores intestinales.
Este roble es uno de los más populares árboles ornamentales en Estados Unidos. El sistema radicular fibroso lo hace fácil de  trasplantar, y también barato de propagar, comparado con muchos otros robles. Sin embargo, debido a su adaptación a humedad, acidez, puede sufrir una condición estresante de clorosis de hierro, donde el follaje se torna amarillento, al plantarlo en suelo seco, alcalino, y pobre en hierro.  Las ramas decumbentes pueden ser un problema al interferir el paso de tráfico y de peatones.
La madera es generalmente comercializada como roble rojo, pero es significativamente de inferior calidad, más débil, frecuentemente con muchos y pequeños nudos.
Este roble es el único que comen las orugas de la  mariposa Bucculatrix domicola.

## Ecología
Quercus palustris es una especie importante en el tipo de cubierta del bosque, que se encuentra en tierras bajas y algunos sitios de tierras altas a lo largo de la parte central de la gama del roble. Especies asociadas en este tipo incluyen el arce rojo ( Acer rubrum , olmo americano ( Ulmus americana ), tupelo negro (Nyssa sylvatica ), roble blanco de los pantanos (Quercus bicolor), roble sauce (Quercus phellos), roble overcup (Quercus lyrata ), fresa roble ( Quercus macrocarpa ), el fresno ( Fraxinus pennsylvanica ), Nuttall roble ( Quercus nuttallii ), roble castaño de pantano (Quercus michauxii ), y los nogales ( Carya laciniosa ) y  ( Carya ovata). Quercus palustris y liquidámbar ( Liquidambar styraciflua ) varían en sus proporciones relativas en este tipo de cobertura. Grandes áreas de roble casi puro se producen en los "pisos de roble" desde el glaciar de montaña hasta los llanos o en las tierras bajas del Ohio bajo y central, valles del río Misisipi.
Quercus palustris es una especie asociada del arce-americano en las tierras bajas a lo largo de los ríos Ohio, Wabash, Misisipi, Misuri. Una variante de este tipo, arce-American elm pines roble liquidámbar plata, se encuentra a lo largo de los principales ríos en el sur de Illinois e Indiana.
Quercus palustris también  en tierras bajas mal drenadas en el norte de Ohio e Indiana, junto con el arce plateado ( Acer saccharinum ), roble del pantano blanco, sicomoro ( Platanus occidentalis ), tupelo negro, álamo y oriental ( Populus deltoides ).

## Taxonomía
Quercus palustris fue descrita por  Otto von Münchhausen    y publicado en Der Hausvater 5(1): 253. 1770.
Etimología
Quercus: nombre genérico del latín que designaba igualmente al roble y a la encina.
palustris: epíteto latín que significa "de pantanos".
Sinonimia
- Quercus rubra var. palustris (Münchh.) Kuntze (1891).
- Quercus rubra var. dissecta Lam. (1785).[6]